# جون يونسن (لاعب كرة قدم)
جون يونسن (بالنرويجية: John Johnsen)‏ (و. 1895 – 1969 م) هو لاعب كرة قدم نرويجي، ولد في برغن، شارك في الألعاب الأولمبية الصيفية 1920، توفي في برغن، عن عمر يناهز 74 عاماً.

## روابط خارجية
- جون يونسن على موقع اتحاد النرويج (النرويجية)
- جون يونسن على موقع قاعدة بيانات كرة القدم.إي يو (الإنجليزية)
- جون يونسن على موقع أوليمبيديا (الإنجليزية)